# Davide Carbonaro
Davide Carbonaro (* 1. ledna 1967 Rosolini) je italský římskokatolický duchovní, leonardin a arcibiskup Potenzy-Muro Lucano-Marsico Nuovo.

## Život
Narodil se 1. ledna 1967 v Rosolini.
Vstoupil do řádu Řeholních kleriků Matky Boží. Dne 18. září 1988 složil své časné řeholní sliby a 2. února 1992 sliby věčné. Studoval biblickou teologii na Papežské univerzitě Gregoriana. Kněžské svěcení přijal 3. října 1992 z rukou biskupa Giuseppe Maniho. Zastával různé pastorační funkce v Římě; farář u S. Maria in Portico in Campitelli, vedoucí pastorace mládeže Centrálního sektoru diecéze Řím, rektor komunity leonardinů v Campitelli, farní vikář u S. Giovanni Leonardi a rektor Casa di S. Giovanni Leonardi.
Roku 2004 byl jmenován generálním archivářem, generálním postulátorem a sekretářem centra studií leonardinů. Od roku 2010 působil jako generální sekretář řádu. Před jmenováním arcibiskupem sloužil ve farnosti v Campitelli, jako prefekt II. prefektury Říma a jako člen Kolegia postulátorů Dikasteria pro blahořečení a svatořečení.
Dne 2. února 2024 jej papež František jmenoval arcibiskupem Potenzy-Muro Lucano-Marsico Nuovo. Biskupské svěcení přijal 4. května z rukou kardinála Angela De Donatis a spolusvětiteli byli arcibiskup Salvatore Ligorio a arcibiskup Corrado Lorefice. Dne 29. června obdržel od papeže pallium.